# Morelia carinata
Espèce
Synonymes
- Python carinatus Smith, 1981

Statut CITES
Morelia carinata, le python à écaille dur est une espèce de serpents de la famille des Pythonidae.

## Répartition
Cette espèce est endémique des zones côtières du Nord de l'Australie-Occidentale en Australie.

## Description
L'holotype de Morelia carinata mesure 176 cm dont 21,5 mm pour la queue. C'est un serpent constricteur ovipare. Le Morelia carinata possède une arête osseuse saillante des deux côtés de la bouche sur les écailles nasales et buccales. Ces arêtes servent en effet au serpent à aménager des cachettes souterraines en creusant le sable. Très bon creuseur il est capable de creuser des galeries de près de 3 mètres de profondeur et de longueur.

## Publication originale
- Smith, 1981 : A revision of the python genera Aspidites and Python (Serpentes: Boidae) in Western Australia. Records of the Western Australian Museum, vol. 9, no 2, p. 211-226 (texte intégral).